# Аверкиев, Василий Петрович
Васи́лий Петро́вич Аве́ркиев (1 апреля 1894 года, деревня Погранкондуши Олонецкой губернии — 30 ноября 1936 года, Петрозаводск, Карельская АССР) — советский государственный и партийный деятель, Председатель Карельского ЦИКа (1934—1935).

## Биография
Родился в крестьянской семье, карел. Образование начальное.
С 1914 года в Петрограде на заработках. Участвовал в Октябрьском вооружённом восстании вступив в Красную гвардию.
В 1918 году принят в члены партии большевиков. Принимал участие в заготовке хлеба в составе продотряда.
С 1922 года направлялся на работу в партийные органы Ленинграда, Вологодской и Псковской области. В 1929 году направлен на работу в Автономную Карельскую ССР в распоряжение областного комитета ВКП(б), был избран председателем Карельского совета профсоюзов.
В 1931—1933 годах проходил обучение на курсах партийных работников при ЦК ВКП(б).
С 1933 года — секретарь Петрозаводского горкома ВКП(б).
В 1934 году был избран председателем Карельского ЦИК.
В 1935 году назначен на должность наркома здравоохранения Автономной Карельской ССР.
В августе 1936 года, в связи с обвинением в причастности к «антисоветскому троцкистско-зиновьевскому центру», был исключён из партии.
Покончил жизнь самоубийством 30 ноября 1936 года в Петрозаводске.
Реабилитирован и восстановлен в партии в 1970 году.